# Ngõ lỗ thủng
Ngõ lỗ thủng là một bộ phim truyền hình được thực hiện bởi Trung tâm Phim truyền hình Việt Nam, Đài Truyền hình Việt Nam do Trần Quốc Trọng làm đạo diễn. Phim được chuyển thể từ tiểu thuyết Tiễn biệt những ngày buồn và Ngõ lỗ thủng của nhà văn Trung Trung Đỉnh. Phim phát sóng vào lúc 20h10 từ thứ 2 đến thứ 6 hàng tuần bắt đầu từ ngày 4 tháng 2 năm 2009 và kết thúc vào ngày 17 tháng 3 năm 2009 trên kênh VTV1.

## Nội dung
Lấy bối cảnh Hà Nội những năm 1985, thời điểm đánh dấu sự chuyển đổi quan trọng từ cơ chế bao cấp sang mở cửa tại Việt Nam, Ngõ lỗ thủng xoay quanh những câu chuyện diễn ra bên trong ngõ Thắng Lợi, nơi được đặt vè là "ngõ lỗ thủng" bởi một vị trí lở tường sang công viên Thống Nhất. Ở đó là những hoàn cảnh, số phận trớ trêu của bao người: một cơ sở xí nghiệp đang làm ăn bết bát; một khoảnh đất nhỏ được phân cho cán bộ từ nơi khác đến nhưng ban lãnh đạo cơ quan lại tìm cách thu hồi để chia chác cho người nhà; cụm cơ quan gồm một nhà xuất bản và hai tòa soạn báo đang bên bờ vực phá sản buộc phải lựa chọn giữa cải cách hoặc sa đà trì trệ...

## Diễn viên
- Đỗ Kỷ trong vai Ron[6]
- NSƯT Thanh Hiền trong vai Vợ Ron[7]
- NSƯT Phú Kiên trong vai Xoay[8]
- Ngô Duy Phương trong vai Sương
- Lê Dũng Nhi trong vai Khoái
- Hồng Nhung trong vai Hạnh "phe"[9]
- Trần Quốc Trọng trong vai Ông Thái
- NSƯT Phương Khanh trong vai Bà Huệ
- Tùng Dương trong vai Bình
- Trịnh Thu Hà trong vai Thủy
- NSƯT Trần Nhượng trong vai Ông Lê Tiến Sĩ
- NSƯT Trung Hiếu trong vai Gù[10]
- NSƯT Trần Hạnh trong vai Ông Thống
- NSƯT Đức Trung trong vai Trưởng hội văn nghệ
- NSƯT Thanh Thủy trong vai Bà điếc
- Bích Khang trong vai Bà còng
- Phương Loan trong vai Bà Mão
- NSƯT Thanh Kha trong vai Ông Ty
- NSƯT Bạch Diện trong vai Ông vé số
- Ánh Ngọc trong vai Bé Thơm
- Đình Chiến trong vai Ninh
- Hạ Thiên Tâm trong vai Vợ Ninh
- Tiến Bỉnh trong vai Vinh "trọc"
- Văn Báu trong vai Luân
- Thi Nhung trong vai Vân
- Tô Kim Phụng trong vai Tín
- Hoàng Hải trong vai Đạo
- Văn Dũng trong vai Thanh
- Mậu Hòa trong vai Minh
- Văn Lâm trong vai Tạo

Cùng một số diễn viên khác....

## Ca khúc trong phim
Bài hát trong phim là ca khúc "Ngõ lỗ thủng" do Trung Trung Đỉnh sáng tác (phổ nhạc từ bài thơ cùng tác giả) và NSƯT Mai Hoa thể hiện.

## Sản xuất, tiếp nhận

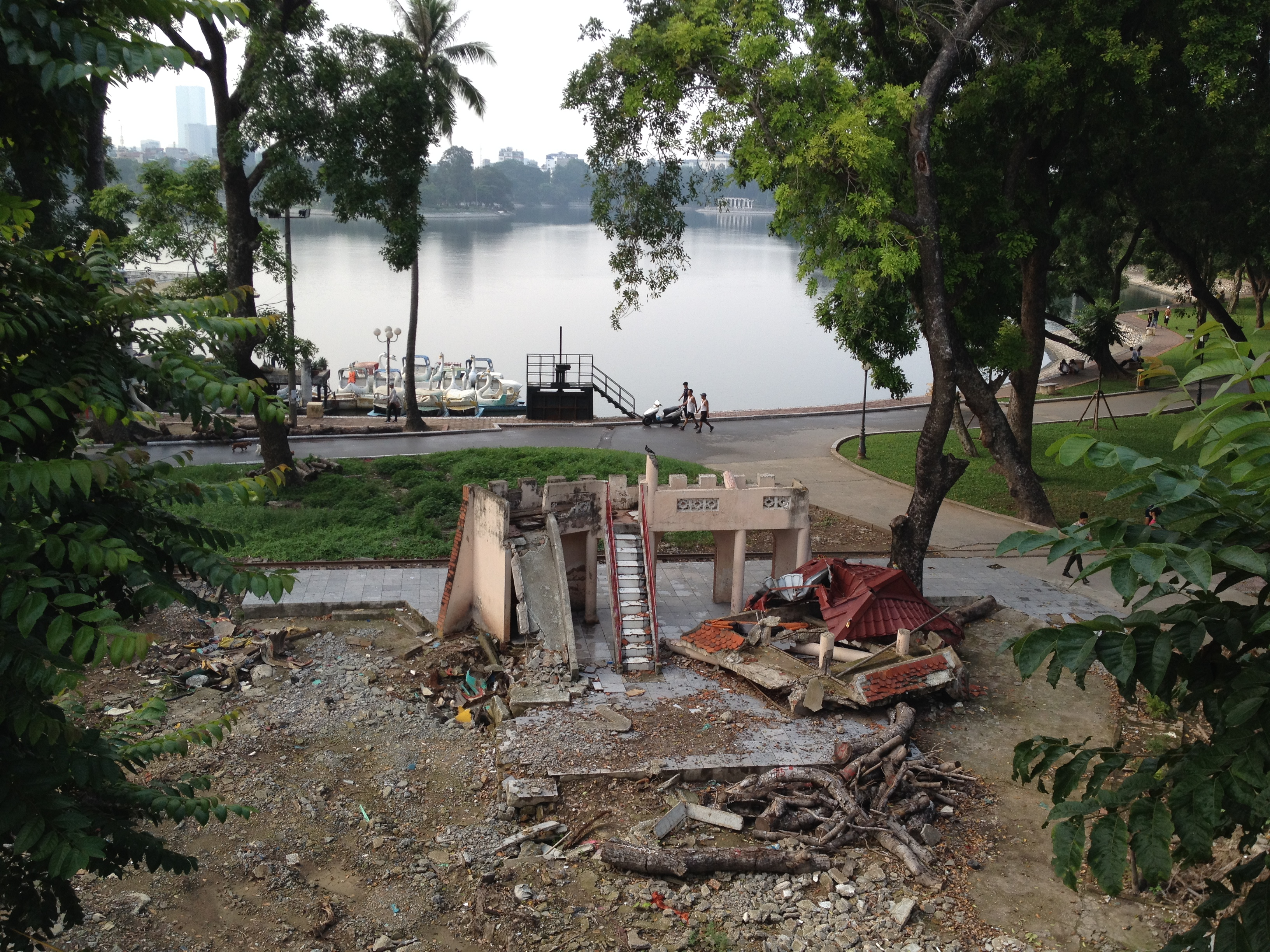
Một khu vực tại công viên Thống Nhất được trưng dụng làm bối cảnh phim.

Ngõ lỗ thủng được khởi quay vào năm 2008, đúng vào đợt rét kỷ lục kéo dài nhiều ngay tại miền Bắc Việt Nam. Tuy kinh phí làm phim hạn hẹp, những thành viên trong đoàn phim vẫn đi khắp các nơi như Thái Nguyên, Yên Bái, Sơn Tây,... để tìm ra bối cảnh ưng ý nhất. Khác với tiểu thuyết, bộ phim xây dựng bộ khung nhân vật chính nhằm khắc họa những chân dung điển hình nhất thời bao cấp cả về tính cách và số phận. Những chuyện "con gà tức nhau tiếng gáy" đến nạn cửa quyền, tham ô, con phe chợ giời, đổi tiền, chữa bệnh, rồi cả những cuộc tình đã bắt đầu nhuốm màu tiền bạc,... tất cả những con người và số phận ấy sẽ được thể hiện quanh một cái "lỗ thủng".
Tại thời điểm phát sóng, bộ phim đã ngay lập tức nhận được phản hồi tích cực từ công chúng vì phản ánh đúng hoàn cảnh và ý nghĩa của câu chuyện cũng như thời đại, mặc dù còn gặp một số sai sót trong khâu đạo cụ.